# Place de la République (Bagneux)
Pour les articles homonymes, voir Place de la République.
La place de la République à Bagneux dans les Hauts-de-Seine, située au centre du vieux village, en représente le cœur historique.

## Situation et accès

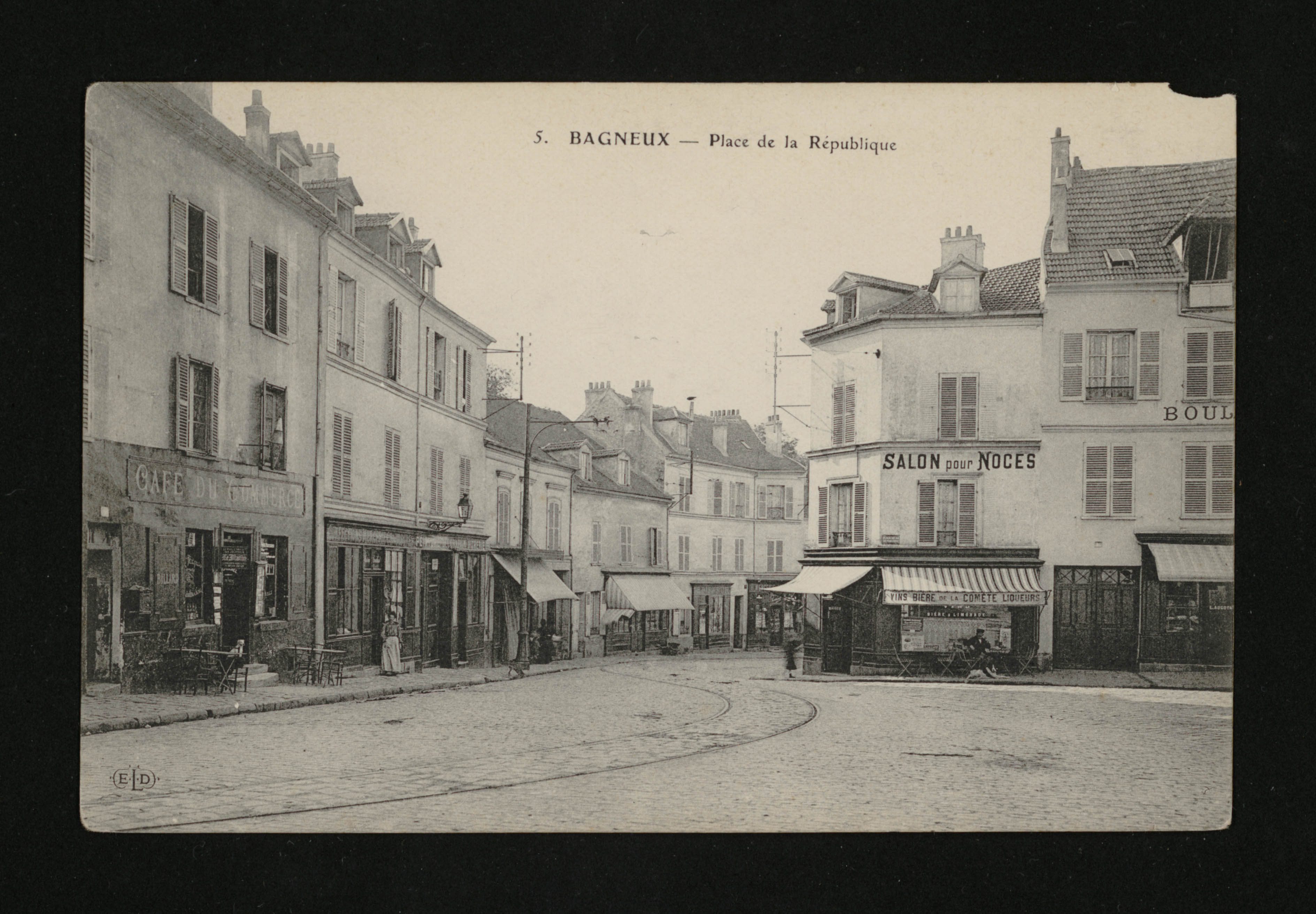
Carte postale de la place de la République vers 1900.

Elle comprend le parvis de l'église Saint-Hermeland, au centre d’un îlot urbain délimité par l'avenue Gabriel-Péri, l'avenue Henri-Ravera et la rue de la Mairie et la rue des Fossés dont le tracé circulaire évoque l’origine ancienne de ce secteur, et probablement une enceinte de protection. Face à elle, la rue de la République, ancienne route de Fontenay, se dirige vers Fontenay-aux-Roses.

## Origine du nom

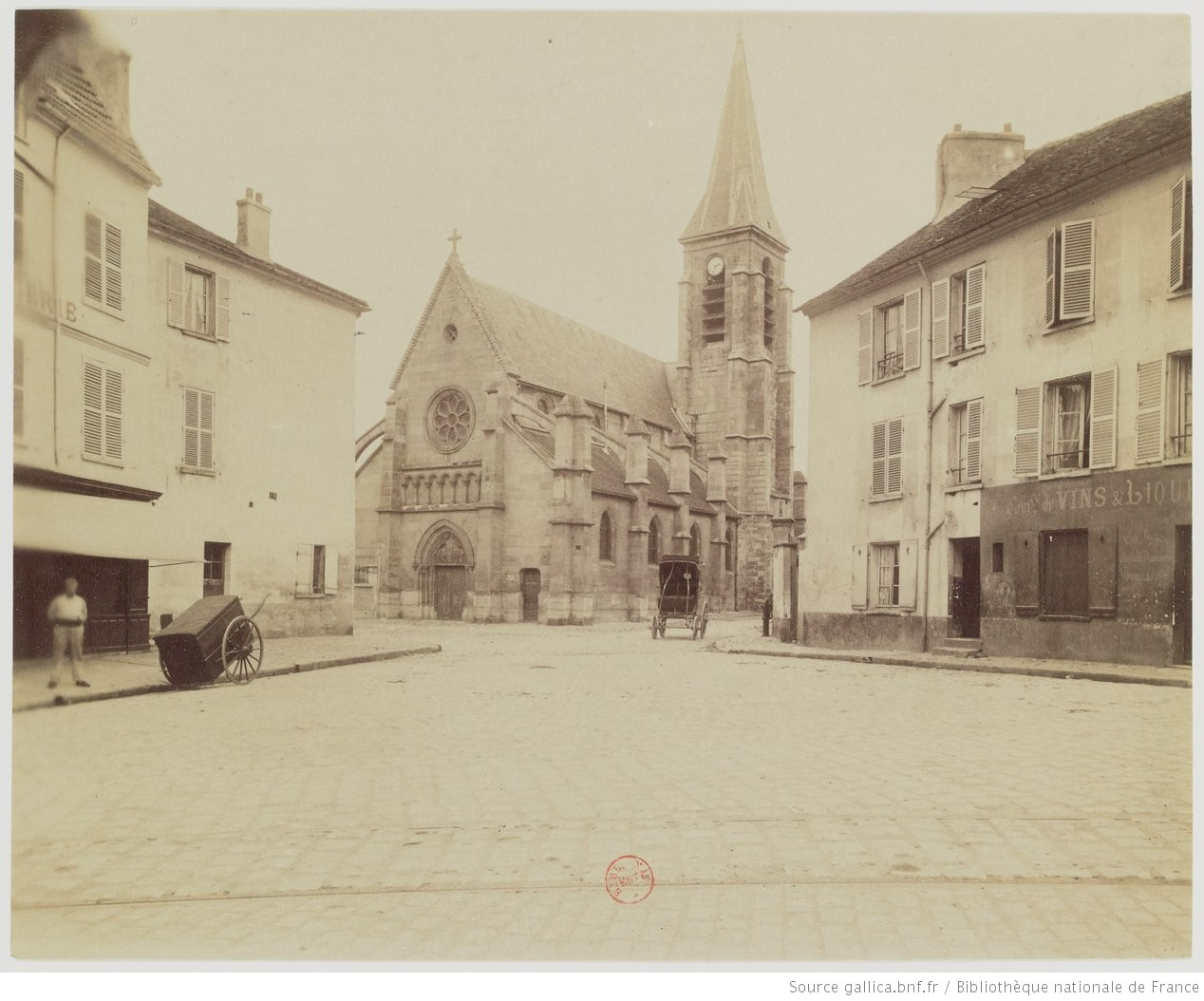
Cliché d'Eugène Atget, 1901.

Elle était connue en 1808 sous le nom de place du Parvis. Comme de nombreuses voies de communication renommées à la fin du XIXe siècle, elle rend hommage à la République française.

## Bâtiments remarquables et lieux de mémoire

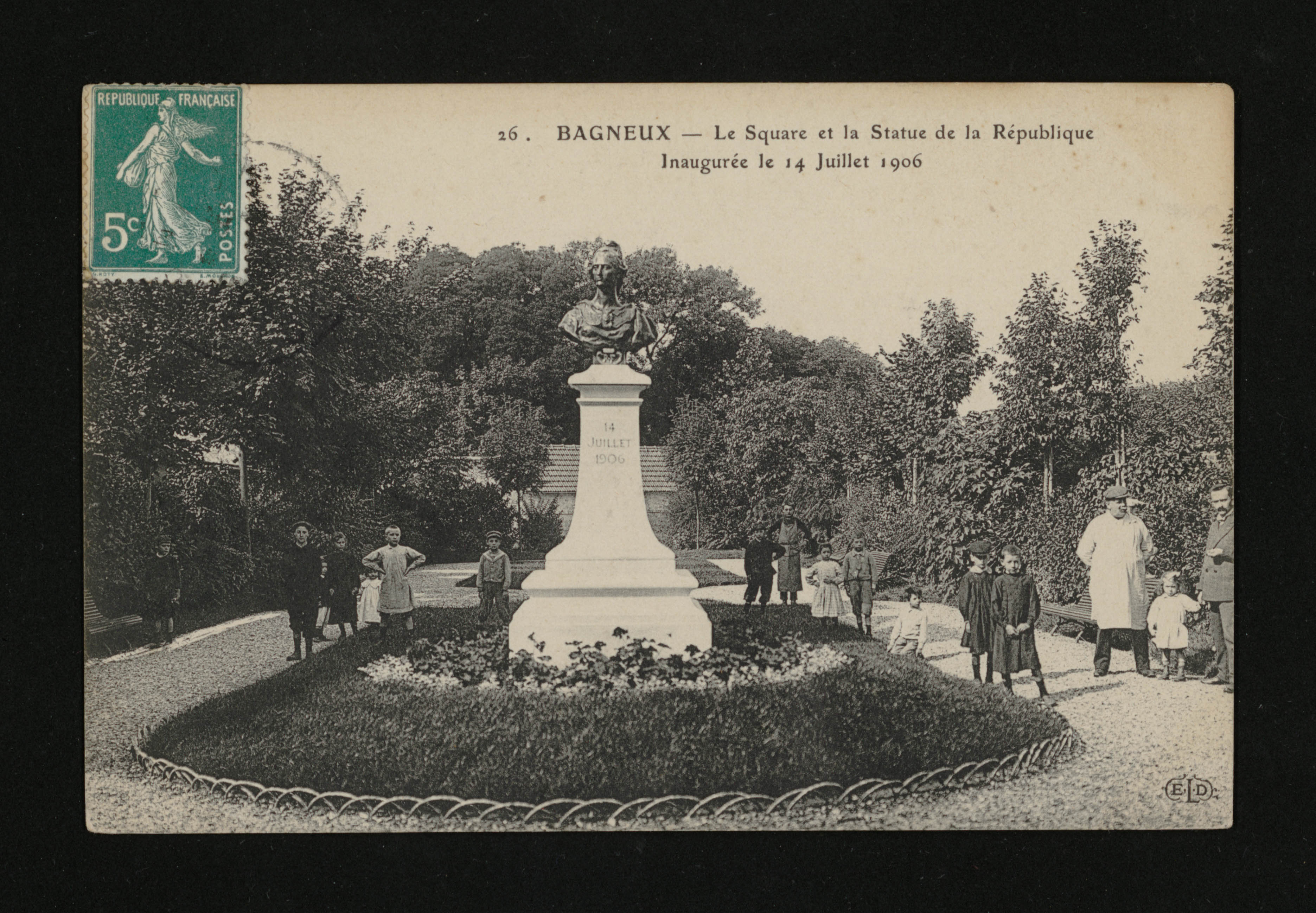
Carte postale - Bagneux - Le square et la statue de la République.

- Église Saint-Hermeland de Bagneux, dont les fondations dateraient du VIe siècle[3].
- Dans le square attenant à la place se trouvait autrefois un buste de bronze représentant La République[4].
- Au no 10, la maison Masséna, ancien presbytère construit en 1760 par François Chabannes de Rhodes, curé de Bagneux. Il fut par la suite acheté au maréchal Pierre Augereau par Masséna en 1808 pour y loger sa maîtresse Eugénie Renique[5].
- Marché, tous les vendredis[6].
- Cette place a été représentée en 1901 par le photographe Eugène Atget[7].